# Plagithmysus pittospori
Plagithmysus pittospori är en skalbaggsart som beskrevs av J. Linsley Gressitt 1978. Plagithmysus pittospori ingår i släktet Plagithmysus och familjen långhorningar. Inga underarter finns listade i Catalogue of Life.